# Pilosocereus moritzianus
Pilosocereus moritzianus là một loài thực vật có hoa trong họ Cactaceae. Loài này được (Otto) Byles & G.D.Rowley miêu tả khoa học đầu tiên năm 1957.